# Lisa van Ginneken
Lisa M. van Ginneken (geboren am 28. Juni 1972) ist eine niederländische Politikerin und Parlamentsabgeordnete für die sozialliberale Partei Democraten 66 (D66). 2017 wurde sie Vorsitzende der Organisation Transvisie. Bei der Parlamentswahl 2021 wurde van Ginneken als erste Transgender-Person in das niederländische Repräsentantenhaus gewählt, wo sie unter anderem Sprecherin ihrer Partei für IT, Privatsphäre und Identitätspolitik ist.

## Frühes Leben und Karriere

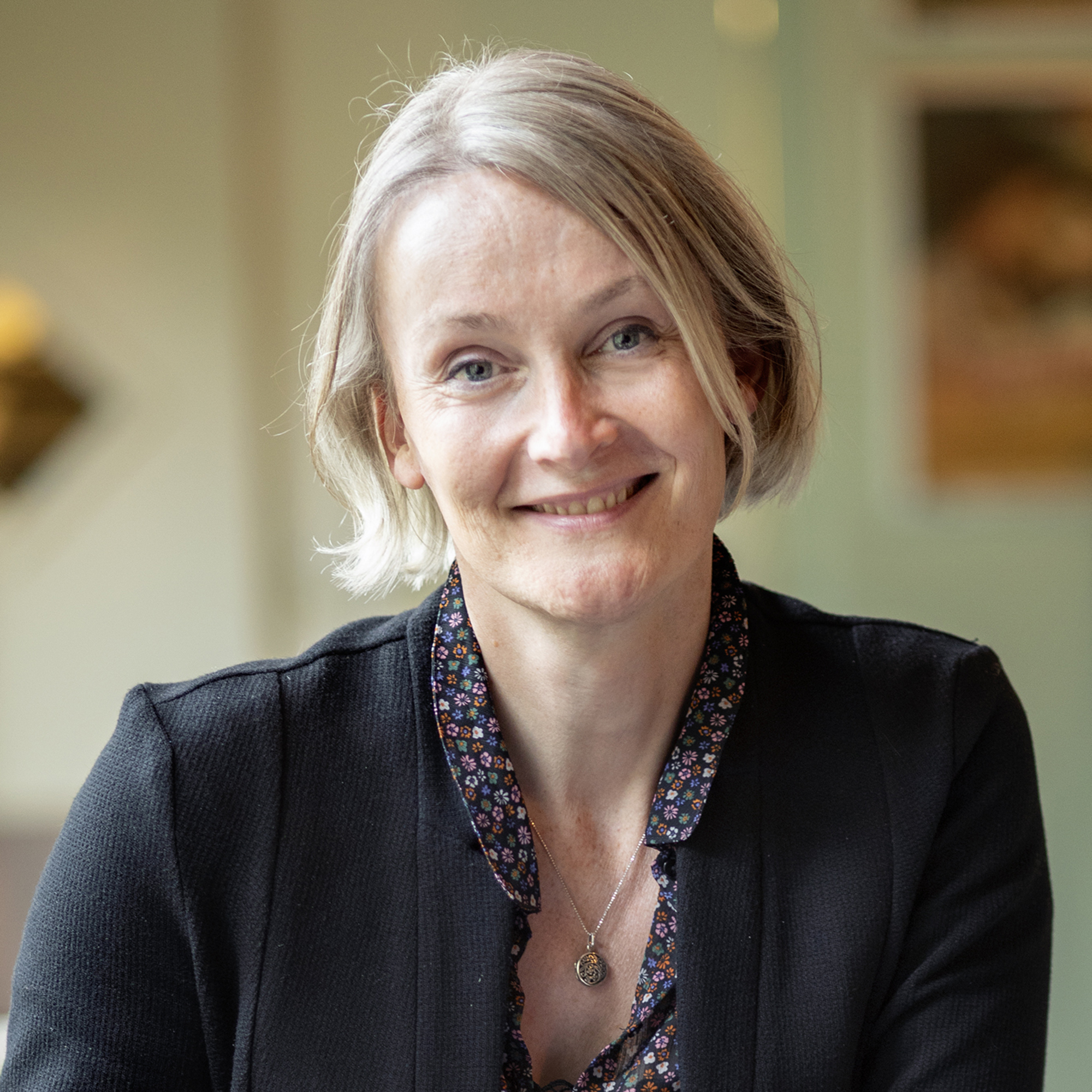
Lisa van Ginneken 2019

Van Ginneken wurde in Oosterhout, Noord-Brabant, geboren und wuchs dort mit ihren beiden älteren Schwestern auf. Sie besuchte sieben Jahre lang die Sekundarschule Mgr. Frencken College auf Havo-Niveau. Als Teenager entwickelte sie Spiele für den Commodore 64, um sich etwas dazuzuverdienen. Zwischen 1991 und 1995 studierte sie Wirtschaftsinformatik an der Avans School of International Studies. Van Ginneken begann ihre Karriere als Softwareentwicklerin bei der TAS Groep und wurde 1997 Managerin und Beraterin bei Inter Access Cens. Anschließend arbeitete sie von 2000 bis 2006 als Senior Consultant bei Verdonck Klooster & Associates. Im letzten Jahr gründete Van Ginneken ihr eigenes Unternehmen, Grip op ICT, und arbeitete als Beraterin, Coach und Trainerin. Sie besaß ein weiteres Unternehmen, cnxy, wo sie seit 2014 als Managerin für organisatorische Veränderungen, Coach und Trainerin tätig war.
Im Oktober 2017 übernahm Van Ginneken neben ihrer Arbeit den Vorsitz von Transvisie, einer Interessenvertretung für Transgender-Personen in den Niederlanden. Dort war sie seit 2016 als Koordinatorin tätig und seit etwa einem halben Jahr auch Mitglied des Vorstands. Van Ginneken wurde im Oktober 2019 auch Mitglied des Beirats des Niederländischen Instituts für Menschenrechte.

## Politik
Aufgrund von Äußerungen von Thierry Baudet, dem Vorsitzenden der konservativen und populistischen Partei Forum für Demokratie während des Wahlkampfs für die Provinzwahlen 2019, entschloss sich van Ginneken zu Kandidatur. Sie hatte sich dafür eingesetzt, dass Transgender- und Intersex-Personen mehr Mitspracherecht bei medizinischen Eingriffen erhalten und die Macht von Technologiekonzernen eingeschränkt wird. Bei den niederländischen Parlamentswahlen 2021 wurde sie in die Abgeordnetenkammer gewählt. Sie war die 22. Kandidatin auf der Parteiliste der D66 und erhielt 10.969 Vorzugsstimmen.
Van Ginneken wurde am 31. März 2021 als erstes Transgender-Mitglied in der Geschichte des Parlaments vereidigt. Gleichzeitig verließ sie Transvisie und das Niederländische Institut für Menschenrechte. Van Ginneken ist die Sprecherin von D66 für Informations- und Kommunikationstechnik, Datenschutz, digitale Verwaltung, Nachrichtendienste, Familienrecht und Identitätspolitik. Sie ist Mitglied der Ausschüsse für digitale Angelegenheiten, für Wirtschaft und Klimapolitik, für Außenhandel und Entwicklungszusammenarbeit, für Inneres und für Justiz und Sicherheit. In einem Interview sprach sie sich für mehr Investitionen in die europäische Technologieindustrie aus und bezeichnete die technologische Abhängigkeit des Kontinents von den USA und China als Bedrohung für den Schutz der Privatsphäre.
Sie erhielt den Pride Award 2021 in der Kategorie Well-known LGBTI+ Hero. Der Vorsitzende der Jury, Cornald Maas, nannte die Tatsache, dass sie das erste weibliche Transgender-Mitglied des Europäischen Parlaments ist, „wichtig und historisch“.

## Privatleben
Van Ginneken ist geschieden und hat einen Sohn. Kurz nach ihrer Scheidung zog sie nach Amsterdam und lebt seitdem dort. Van Ginneken hat außerdem auch in Breda und Zoetermeer gelebt. Sie ist transsexuell und hat 2014 mit ihrer Umwandlung in eine Frau begonnen. Im Juni 2016 unterzog sie sich in Thailand einer geschlechtsangleichenden Operation.
Van Ginneken ist Schauspielerin und Inspizientin im Amateurtheater.